# 南萨沃区
南萨沃区（芬蘭語：Etelä-Savo；按英语又习惯译为南薩沃尼亞區），是芬兰的十九个区之一，原隶属東芬蘭省。下分为十二個市镇。2021年时面积为17,099平方公里，2021年6月底人口132,435人。首府米凱利，其它城市有皮耶克赛迈基和萨翁林纳。南萨沃是芬兰湖区的中心地带，区内最大的湖泊为塞马湖。区内海拔最高点为225米。

## 地理位置
南萨沃西边为派耶特海梅区和中芬兰区，北边为北萨沃区，东边为北卡累利阿区，南边为南卡累利阿区和屈米河谷区。

## 市镇
南萨沃区分为11个市镇，其中3个使用“城市”称呼（粗体字）：
- 埃农科斯基
- 希文萨尔米
- 尤瓦
- 康阿斯涅米
- 米凯利
- 曼蒂哈尔尤
- 皮耶克赛迈基
- 普马拉
- 兰塔萨尔米
- 萨翁林纳
- 苏尔卡瓦

自2021年1月1日起，原属本区的约罗伊宁市镇加入北萨沃区，而原属本区的黑奈韦西则加入北卡累利阿区。
2025年1月1日，原佩尔顿马市镇并入曼蒂哈尔尤市镇。